# Bosyně
Bosyně (německy Bosin) je vesnice, část obce Vysoká v okrese Mělník ve Středočeském kraji. Nachází se asi 1,5 kilometru severovýchodně od Vysoké. Je zde evidováno 86 adres.
Bosyně je také název katastrálního území o rozloze 1,87 km². V katastrálním území Bosyně leží též osada Harasov.

## Historie
První písemná zmínka o vesnici pochází z roku 1356.

## Přírodní poměry
Vesnice stojí v chráněné krajinné oblasti Kokořínsko – Máchův kraj. Do východní části katastrálního území Bosyně zasahuje přírodní rezervace Kokořínský důl.

## Obyvatelstvo
| Rok            | 1869 | 1880 | 1890 | 1900 | 1910 | 1921 | 1930 | 1950 | 1961 | 1970 | 1980 | 1991 | 2001 | 2011 | 2021 |
| -------------- | ---- | ---- | ---- | ---- | ---- | ---- | ---- | ---- | ---- | ---- | ---- | ---- | ---- | ---- | ---- |
| Počet obyvatel | 344  | 382  | 404  | 353  | 323  | 321  | 330  | 233  | 204  | 168  | 141  | 122  | 103  | 132  | 141  |
| Počet domů     | 59   | 62   | 69   | 67   | 69   | 69   | 79   | 93   | 93   | 65   | 52   | 79   | 81   | 84   | 86   |

## Obecní správa
Při sčítání lidu v letech 1850–1960 Bosyně byla samostatnou obcí v okrese Mělník. Od 1. července 1960 je částí obce Vysoká v okrese Mělník.

## Pamětihodnosti
- Bosyňský zámek nechali postavit Pachtové z Rájova na místě starší tvrze založené ve čtrnáctém století.[8][9]
- Židovský hřbitov v Bosyni
- Harasov – zbytky hradu v údolí Pšovky